# Jiří Holík
Jiří Holík (* 9. července 1944 Německý Brod) je bývalý český hokejový útočník a trenér, reprezentant Československa a mladší bratr hokejisty Jaroslava Holíka. Je rekordmanem v počtu odehraných zápasů za československou hokejovou reprezentaci – připsal si 319 startů, ve kterých vstřelil 132 gólů.

## Život
V nejvyšší československé hokejové soutěži se poprvé objevil v dresu HC Havlíčkova Brodu v roce 1962. Do Dukly Jihlavy přestoupil v roce 1963. V roce 1978 přestoupil do německého SB Rosenheim, kde setrval dva roky. Následovala po jedné sezóně angažmá v rakouském WAT Stadlau Wien a Wiener EV. V roce 1985 ukončil aktivní kariéru. Poté dokončil studium učitelství (obor zeměpis–tělesná výchova) na Pedagogické fakultě University Jana Evangelisty Purkyně v Brně (dnešní Masarykovy univerzity).
Roku 1999 byl uveden do Síně slávy IIHF. V roce 2016 získal Jiří Holík Nejvyšší ocenění Kraje Vysočina, přesná kategorie byla uveřejněna v říjnu 2016, obdržel Kamennou medaili Kraje Vysočina.

## Reprezentace
Dvanáctkrát se zúčastnil mistrovství světa (1965, 1966, 1967,1969, 1970, 1971, 1972, 1973, 1974, 1975, 1976, 1977), čtyřikrát zimních olympijských her (1964, 1968, 1972, 1976) a jednou Kanadského poháru (1976).
Je trojnásobným mistrem světa (1972, 1976, 1977) a držitelem čtyř olympijských medailí (stříbro – 1968 a 1976, bronz – 1964 a 1972).

## Ocenění
- člen Síně slávy IIHF (1999)
- člen Klubu hokejových střelců deníku Sport
- člen Síně slávy českého hokeje (2008)
- medaile Za zásluhy I. stupně (za zásluhy o stát v oblasti sportu, 2022)